# Gare de Manchester-Aéroport
La gare de Manchester-Aéroport (Manchester Airport station) est une gare ferroviaire du Royaume-Uni, située à l'aéroport de Manchester.

## Histoire
La station ouvre en mai 1993.

## Service des voyageurs

### Intermodalité

Installations et desserte
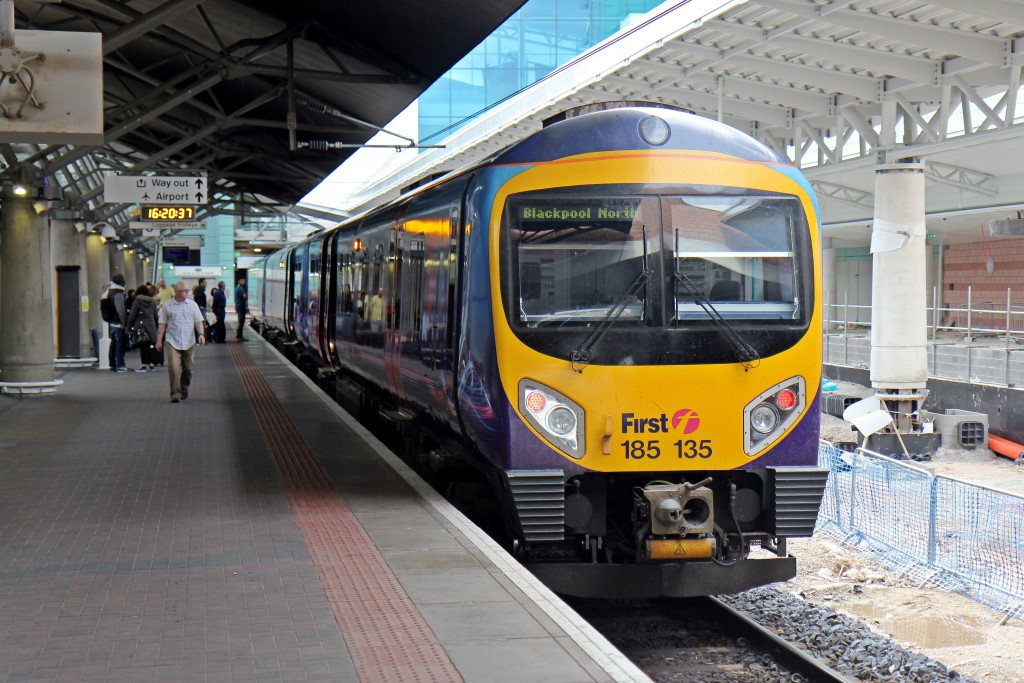
2014.
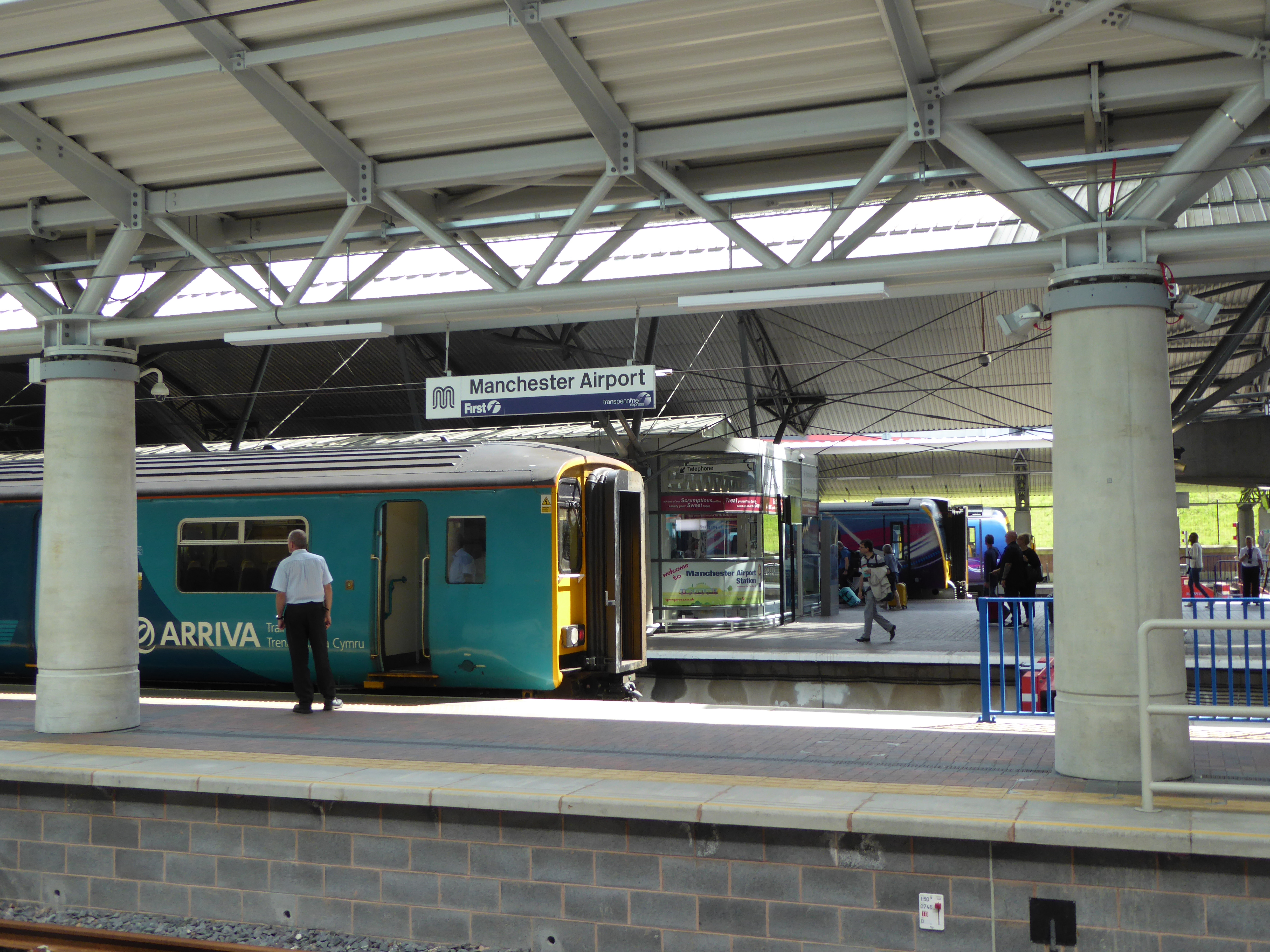
2016.
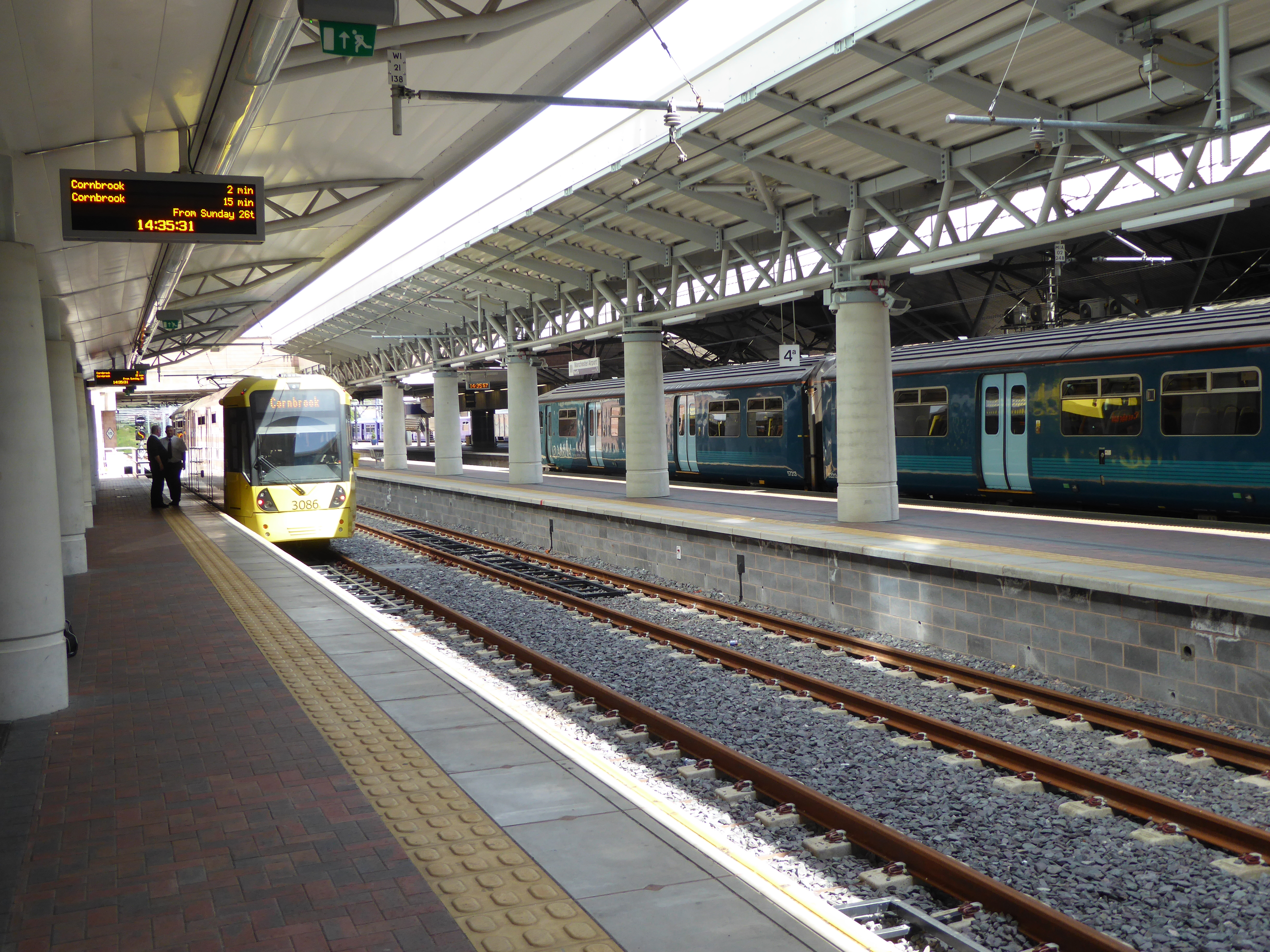
2016.